# Звонок (рассказ)
«Звонок» — рассказ Владимира Набокова, относящийся к русскому периоду его творчества. Был написан и опубликован (под псевдонимом В. Сирин) в 1927 году, вошёл в состав сборника «Возвращение Чорба» (1929).

## Сюжет и история текста
Главный герой рассказа — русский эмигрант по имени Николай Степаныч, который, покинув родину, долго жил в Италии и Африке. Он приезжает в Берлин, чтобы после семи лет разлуки найти женщину, провожавшую его когда-то на войну; не сразу выясняется, что это его мать. Благодаря счастливому совпадению герой легко узнаёт адрес. Он приходит без предупреждения в тот самый вечер, когда его мать ждёт какого-то гостя, и догадывается, что это молодой любовник, которому она хочет казаться намного моложе. Свидание срывается, Николай Степаныч тут же уходит, пообещав снова заглянуть через год, а его мать сразу бросается к телефону.
Рассказ был написан в апреле или мае 1927 года в Берлине. 24 мая того же года он увидел свет в газете «Руль», а в 1929 году автор включил его в сборник «Возвращение Чорба». В 1976 году в составе сборника Details of a Sunset увидел свет перевод рассказа на английский язык, подготовленный Дмитрием Набоковым при участии отца. Он получил более однозначное название The Doorbell — «Дверной звонок».
По словам биографа Набокова Брайана Бойда, в «Звонке» писатель «подходит к горькой человеческой драме с беспощадной прямотой». Главный герой рассказа, которого зовут как поэта Гумилёва (тоже путешествовавшего по Африке), выглядит, по словам Юрия Левинга, как «прозаическая изнанка образа своего героического тезки».